# Зінцинг
Зінцинг (нім. Sinzing) — громада в Німеччині, розташована в землі Баварія. Підпорядковується адміністративному округу Верхній Пфальц. Входить до складу району Регенсбург.
Площа — 44,30 км2. Населення становить 7433 ос. (станом на 31 грудня 2020).